# Призначення: Нор'Дирен
Призначення: Нор'Дирен  (1990, ISBN 3-453-04463-0, Originaltitel Assignment Nor’Dyren, 1973, Avon Books; ISBN 0-380-17160-0) - науково-фантастичний роман американської письменниці Сідні Дж. ван Сайок. В романі йдеться про вигаданий світ  Нор’Дирен, де живе гуманоїдна інопланетна раса, соціальна система якої набагато краще структурована, ніж соціальна система у людства Землі. Коли люди приходять в Нор'Дирен, вони виявляють, що там існує три спеціалізованих типи Нор'Диренців. Але при пильному розгляді виявляється, що таке тристороннє розділення областей завдань, знань та праці, жодним чином не працює. Ніхто у Нор'Дирені не в змозі полагодити несправні машини. Нових розробок і новітніх винаходів не існує. Археологічні дослідження показують, що світ Нор'Дирен знаходиться в занепаді протягом 200 років з його культурного і технологічного піку.

## Зміст

### Конфлікт на Нор’Дирен
Через деякий час, після своїх спостережень та  досліджень люди з'ясовують, що ще десь 200 років тому існувало чотири окремі групи нор'діренців, а саме:
- Аллегони
- Беррегони
- Гоннегони
- Каттагони

Четверта група, Каттагон, відповідала за всі творчі розробки та художню творчість. Майже 200 років тому Каттагони, просували дуже радикальні ідеї і, тим самим, потрапили у сварку з групою Гоннегонів.  Гоннегони, які відповідали за адміністративні функції  та контроль діяльності мешканців планети, вступивши в конфлікт з Каттагонами, зняли  їх з  соціальної структури планети. Це було можливо, тому що Каттагони  були нездатні до дітородіння. Їх народження завжди було результатом схрещування трьох інших рас. Цю програму розведення контролювала адміністрація, тобто Гоннегони.

### Схема зачаття на Нор'Дирен
- Аллегон та Аллегон дають Алегон
- Беррегон та Беррегон дають Беррегон
- Гоннегон та Гоннегон дають Гоннегон
- Каттагон є нездатними до запліднення
- Аллегон та Беррегон або Гоннегон дають Каттагон
- Беррегон та Гоннегон дають Каттагон

Щоб виключити Каттагонів, Гоннегони прийняли закон, згідно з яким членам трьох інших груп дозволялося мати потомство виключно з партнерами по власній групі. Логічним наслідком цього розпорядження було те, що з цього моменту жоден Каттагон не народився.
Причина того, чому Каттагон вийшов з-під контролю і став проблемою для Нор'Дирена, полягала в тому, що баланс між чотирма групами був спроектований так, щоб підходити для декількох світів, які були частиною великої міжзоряної імперії. Але, в далекому минулому, ця імперія впала. Після розпаду імперії Нор'Дирен був ізольований і наданий самому собі, і більше не міг компенсувати і без того майже безмірну творчість Каттагона. В результаті цього вся система вийшла з-під контролю.

### Генна інженерія та людська раса
Найцікавіший технічний аспект роману стосується генної інженерії. Чотири підгрупи жителів Нор'Дирена (Аллегон, Беррегон, Гоннегон та Каттагон) є результатом генетичних маніпуляцій з метою отримання за допомогою селекції  спеціалізованих груп, призначених для підтримки дуже стабільної соціальної структури жителів. Це ж стосується і людства -  жителів Землі. Точно так само вони зараз інтенсивно досліджують космос і займаються змінами, які відбуваються в результаті прогресу науки і техніки, розвитку нових технологій-наприклад, питаннями про те, чи є в космосі інші гуманоїдні раси, які також займаються космічними подорожами (див. Проект SETI), а також питаннями про те, чи повинна людська раса генетично модифікуватися, щоб стимулювати свій власний розвиток.

### Гомосексуальність і творчість
Крім генної інженерії, роман присвячений такій соціальній складовій як зв'язок творчості з гомосексуальністю. Можливість зв'язку між гомосексуальністю і творчістю є предметом суперечок в науці протягом багатьох років. Одні вчені бачать прямий зв'язок між гомосексуальністю та творчістю,   інші, в свою чергу, категорично відкидають гіпотезу про такий зв'язок . Однак,  в той же час спостерігається вплив гомосексуальності на суспільство.
Дослідження, спрямовані на те, щоб довести, що гомосексуальність виникає через відхилення функцій мозку, просуваються мляво, і в даний час результати таких досліджень досить мізерні та примітивні.. В ході цих досліджень основна увага приділяється зв'язку між гомосексуальністю і творчістю.

## Значення для людства
Призначення:Нор’Дирен - це приємний детективний роман, дія якого відбувається в цікавому інопланетному світі, але він також змушує читача задуматися про деякі важливі для Землі проблеми.